# Typ 89 I-gó
Typ 89 I-gó (八九式中戦車　イ号, Hačikjúšiki čúsenša I-gó), někdy označovaný jako Či-ró, byl střední tank používaný Japonskou císařskou armádou v letech 1932-1942. Byl nasazen v operacích druhé čínsko-japonské války, v bitvě u Chalchyn-golu a během druhé světové války. Jeho varianta Typ 89B byl první sériově vyráběný tank s dieselovým motorem. Hlavní zbraní bylo 57 mm dělo s krátkou hlavní, určené pro likvidaci opevnění. Tank se osvědčil během bojů v Mandžusku a Číně, kde proti němu stála armáda Kuomintangu, která měla k dispozici pouze tři tankové prapory sestávající převážně z britských exportních modelů Vickers, německých Panzer I a italských tančíků L3/33. Typ 89 byl navržen ve dvacátých letech jako podpora pro pěchotu, postrádal proto silnější pancéřování a výzbroj, což se naplno projevilo v bitvě u Chalchyn-golu proti sovětským strojům, po které byl označen jako zastaralý. Kódové označení "I-gó" se skládá z písmena katakany [イ] znamenající "první" a kandži [号] znamenající "číslo".

## Historie a vývoj

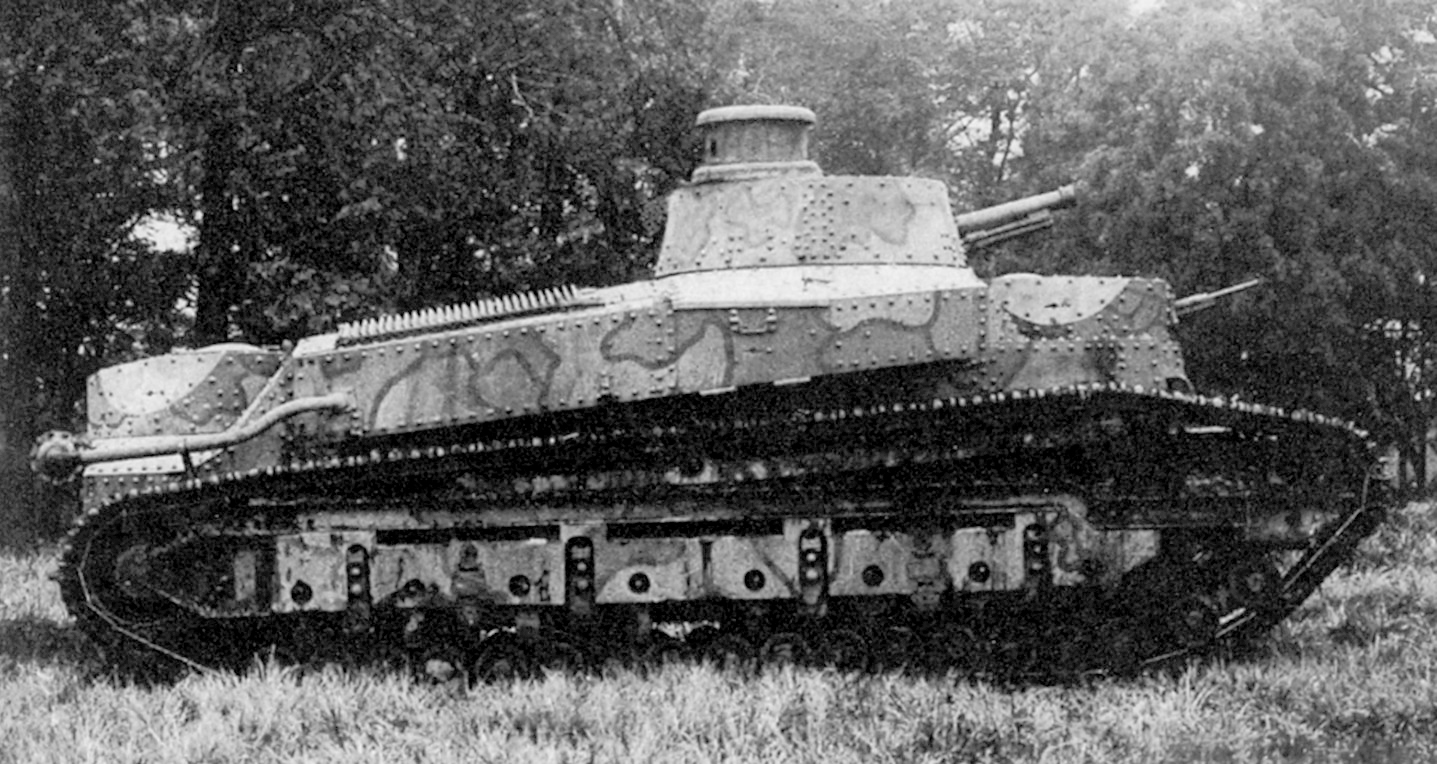
Typ 87 Či-I

Typ 89 vzešel z prvního japonského projektu domácího tanku spuštěný v armádním technickém institutu v Ósace v roce 1925. Původním plánem bylo vytvořit dva odlišné typy tanků, desetitunový lehký tank založený na francouzském Renaultu FT a dvacetitunový střední tank založený na britském modelu Vickers Mk.C. V únoru 1927 byl hotový prototyp čistě japonského dvacetitunového tanku Typ 87 Či-I, který byl připraven na testy. Nicméně byl osazen příliš slabým motorem a při zkouškách neoslnil. Armádou byl proto vydán nový požadavek na lehčí desetitunový tank. Design nového tanku vycházel z britského Medium C, který byl japonskou armádou zakoupen v roce 1927.
V dubnu 1928 byl hotový design nového desetitunového tanku a v roce 1929 i prototyp pojmenovaný jako lehký tank Typ 89. Později byl překlasifikován na střední tank, protože hmotnost po několika vylepšeních překročila deset tun. Z důvodu nedostatku armádní výrobní kapacity získala kontrakt na výrobu firma Mitsubishi Heavy Industries, která pro účel produkce vystavěla novou výrobní halu. Sériová výroba začala v roce 1931 a tank se stal hlavním tankem japonské armády.
Ačkoliv vývoj Typu 89 probíhal pod pečlivým dohledem armády, přesto se vyskytlo několik drobných problémů, které bylo nutno řešit (např. mezera pod objímkou děla, kterou mohla projít dovnitř tanku střelba z pušky). Vývoj tanku pokračoval i po zahájení výroby a výsledkem byla varianta Typ 89B označovaná jako Otsu.

## Design
Typ 89 měl čtyřčlennou osádku - velitel/střelec, nabíječ, řidič a kulometčík.
Design byl poplatný době vzniku, věž s hlavní zbraní byla umístěna vepředu. Tank nesl dělo typ 90 ráže 57 mm a délky 14,9 ráží (L14,9). Hlavní zbraň doplňovaly dva kulomety typ 91 ráže 6,5 mm, jeden umístěný v přední korbě a druhý v zadní části věže (typicky pro japonské tanky).
Pancíř použitý na Typ 89 podstoupil některá vylepšení oproti pancíři použitém na Či-I. Tento vyvinula společnost Nihonseikosho podle které byl pojmenován jako "Niseko ocel".
Tank byl poháněn přes zadní hnací kolo, podvozek tvořilo devět párů kol, přičemž první pár měl nezávislé zavěšení. Vracející se pás byl veden pěti menšími zpětnými koly. První verze tanku komunikovaly pouze signálními vlajkami. Některé stroje byly vybaveny dvěma reflektory pro noční operace. Později byla do tanků instalována vysílačka s dosahem 0,6 míle (zhruba 1 km).

## Varianty

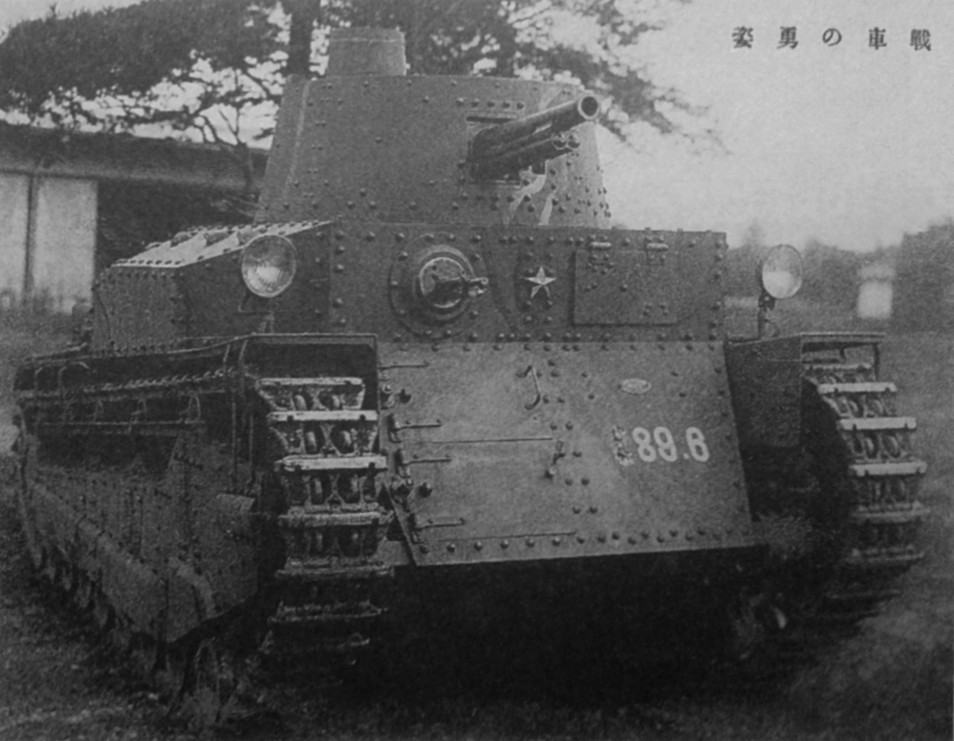
Typ 89A I-Gó Ko

- Typ 89A I-Gó KoTyp 89A I-Gó Ko - Tanky počáteční produkce, které měly vodou chlazený benzínový šestiválcový motor o výkonu 118 hp a kulomet umístěný vpravo (při pohledu zezadu).[1] Dosahovaly maximální rychlosti 15,5 km/h a nasazení bylo limitováno drsnými podmínkami v severní Číně. Bylo vyrobeno 113 kusů varianty Ko.[1]

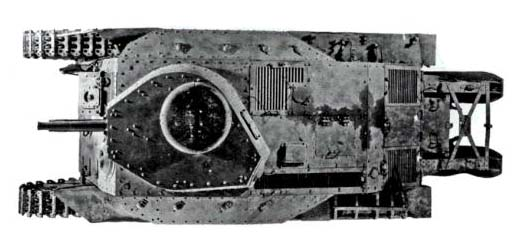
Typ 89B I-Gó Otsu - je dobře vidět asymetrický tvar věže

- Typ 89B I-Gó Otsu - je dobře vidět asymetrický tvar věžeTyp 89B I-Gó Otsu - Tanky produkovány od roku 1934 osazené vzduchem chlazeným dieselovým motorem Mitsubishi A6120VD o výkonu 120 hp.[1] Vylepšený model měl asymetricky tvarovanou věž s doplněnou velitelskou kupolkou a kulomet umístěný vlevo.[1] Nová varianta zahrnovala také vylepšení čelního pancíře. Největší vylepšení nicméně tkvělo v odlišném dieselovém motoru, který nabízel proti benzínovému několik výhod: větší odolnost proti zapálení, úspora paliva a také větší točivý moment při nízkých otáčkách. Dieselový motor byl preferován také armádou, protože bylo možno vyrobit více paliva na barel ropy. Celkem bylo vyrobeno 291 kusů varianty Otsu.[1] Tato varianta se také stala prvním sériově vyráběným tankem s dieselovým motorem.

## Nasazení
Typ 89 sloužil u japonských pěchotních divizí a poprvé byl nasazen během první bitvy o Šanghaj v roce 1932. 57 mm dělo bylo schopné efektivně ničit kulometná hnízda nepřítele a 15 mm pancíř tanku chránil osádku před palbou z pěchotních zbraní. Relativně nízká maximální rychlost 25 km/h nebyla v tomto typu operace velkým minusem.
Následující rok byly v rámci japonské armády zformovány první obrněné jednotky, konkrétně tři pluky vyzbrojené Typy 89, přičemž se každý pluk skládal se dvou rot o deseti tancích. Další tři pluky byly zformovány roku 1934. Tanky byly nasazeny jako podpora pěchoty během druhé čínsko-japonské války a po roce 1937 v různých operacích na území Číny. Po vypuknutí války v Číně byla odstraněna mírová finanční omezení a jako nový hlavní tank japonské armády byl přijat lepší a dražší Typ 97 Či-Ha. Typ 89 I-Gó tak byl hlavním středním tankem japonské armády do roku 1937.

### Bitva u Chalchyn golu

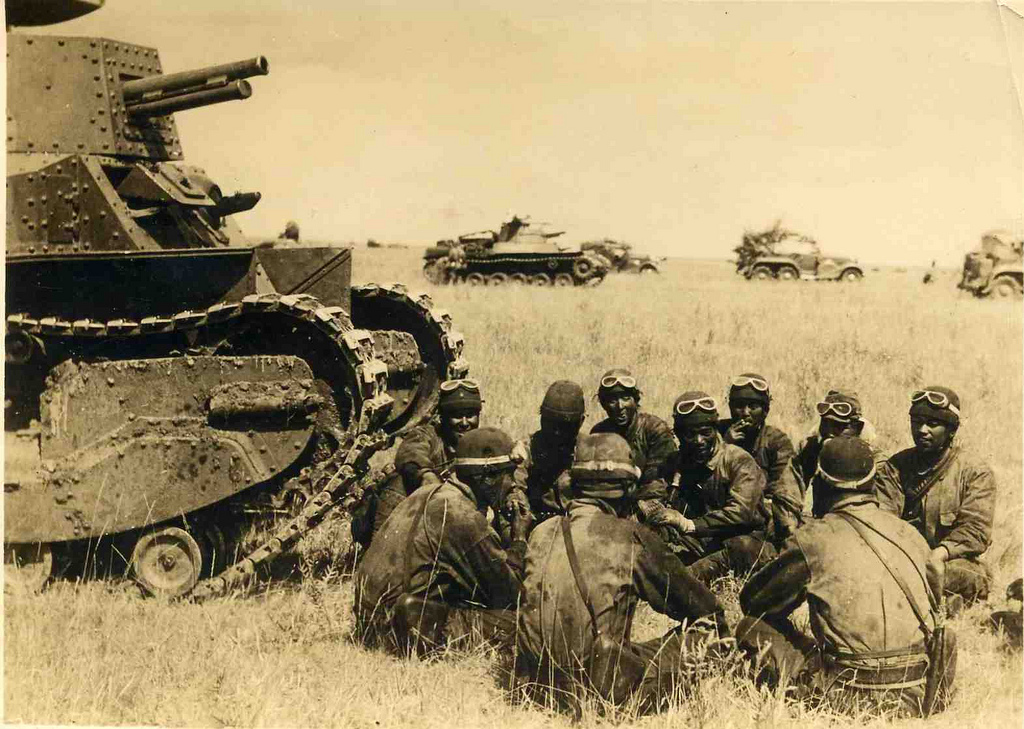
Typ 89 I-Gó před bitvou u Chalchyn golu

Večer 2. července, během bitvy u Chalchyn golu, započal 1. tankový sbor japonské armády, vedený generálporučíkem Jasuokou Masaomi, ofenzivu proti sovětské 11. tankové a 7. obrněné brigádě. 1. tankový sbor se skládal ze 3. a 4. tankového pluku, přičemž 3. tankový pluk mě ve výzbroji 26 tanků Typ 89, čtyři tanky Typ 97 Či-Ha, sedm tančíků Typ 94 a čtyři tančíky Typ 97. 4. tankový pluk se skládal z 35 tanků Typ 95 Ha-Go, osmi tanků Typ 89 a tří tančíků Typ 94. V této bitvě byly tanky Či-Ha nově nasazené a byly primárně rezervovány pro obranu japonských ostrovů a pro jednotky umístěné v Číně.
Japonským jednotkám se podařilo prorazit sovětskou obranou a dostat se k dělostřelectvu, nicméně po tuhých bojích se musely stáhnout zpět za řeku Chalchyn. V průběhu této bitvy se naplno projevilo, že japonské tanky nemohou konkurovat nejnovějším strojům západních armád a důsledkem byl vývoj nových tanků jako Typ 1 Či-He.

### Další nasazení
Od roku 1942 byl Typ 89 stahován z bojů na frontě, přesto se tyto jednotky účastnily bitev války v Tichomoří (bitva o Filipíny, bitva o Malajsii, bitva v Barmě) a byly dále užívány v Číně. Často byly používány jako statické pevnosti v Nizozemské východní Indii nebo japonském mandátu SN. Z důvodu slabého pancéřování a nízké úsťové rychlosti 57 mm děla se ale nemohly rovnat americkým M4 Sherman.
Během první války v Indočíně bojovala na straně Francie tanková jednotka složená ze starých francouzských a japonských strojů, nazvaná Commando Blindé du Cambodge. V této jednotce bojoval i jeden tank Typ 89B.

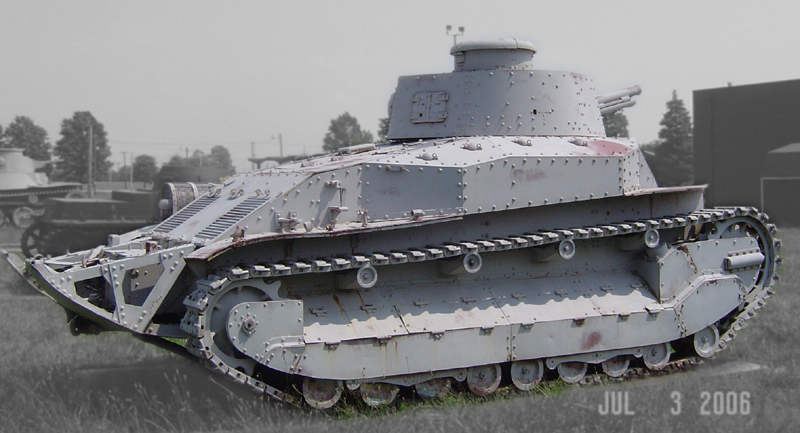
Typ 89 I-Gó v Muzeu zbraní armády Spojených států

## Přeživší stroje
- U.S. Army Ordnance Training Support Facility, Fort Lee, Virginie, USA - označený jako "Type 89 Chi-Ro"
- základna JGSDF v Cučiuře, prefektura Ibaraki, Japonsko - opravený do pojízdného stavu
- Villa Escudero, Tiaong, provincie Quezon, Filipíny